# Solo (band)

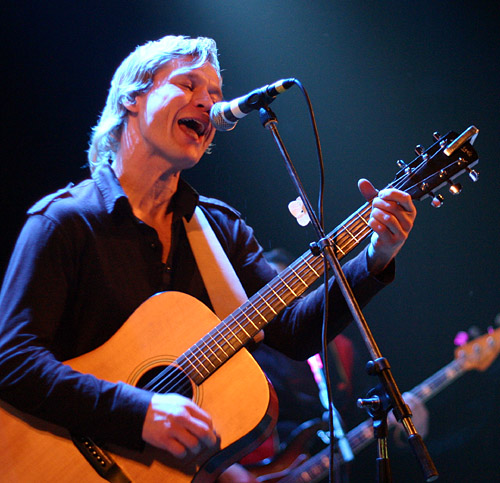
Zanger J Perkin van Solo

Solo is een Nederlandse band uit Utrecht, met als enig vast bandlid singer-songwriter J Perkin.

## Biografie
J Perkin, echte naam Michiel Flamman, debuteerde in 2000 als singer-songwriter met het album Exhibit. Als songwriter bereikte hij het grote publiek in 2001 met de songs I know en Few like you, die hij schreef voor Birgit Schuurman. Hierop richtte hij een band op genaamd Perkin, waarin Gitsels toetsenist was. De opnames met de band verliepen echter stroef en de band ging al snel weer uit elkaar, waarna Simon Gitsels en Perkin besloten samen verder te gaan onder de bandnaam Solo.
In 2004 verscheen het debuutalbum van solo, Songs 'n sounds, op Excelsior Recordings. Op de plaat werd het duo bijgestaan door drummer Rowin Tettero en bassist Reyer Zwart. In november van dat jaar kreeg de band een Essent Award uitgereikt, waardoor ze begin 2005 op Noorderslag mochten spelen. Het nummer Mind werd tot paradeplaat verkozen op Radio 2. Ter promotie van het album trad de band op als voorprogramma tijdens de theatertour van label-genoot Spinvis.
In 2005 nam de band een cover op van de Pingpongsong, oorspronkelijk van de plaat De wonderlijke avonturen van Herman van Veen. Het nummer verscheen op de cd 'We hebben maar een paar minuten tijd', een door 3VOOR12/Utrecht georganiseerd eerbetoon van zestien Utrechtse acts aan Herman van Veen. De band speelde het nummer ook op de speciale hommage-avond voor Herman van Veen in de Utrechtse poptempel Tivoli in november 2005.
De tweede cd, Solopeople die begin 2006 verscheen, liet een meer elektronische kant van de band horen. De single Come back to me werd verkozen tot Radio 2 paradeplaat, Theme From KinkFM en was veelvuldig op 3FM te horen. Dat jaar stond Solo twee maal op Lowlands, eenmaal op de vrijdag en eenmaal op de zaterdag. Dat jaar kwam er ook een gelimiteerde cd, Selection, uit. Hierop stonden akoestische versies van oudere nummers. Het album was alleen te bestellen via de webwinkel van Excelsior Recordings.
In 2007 is Solo te zien op de Parade met een voorstelling rond liedjes uit de Stratemakeropzeeshow. De band trad hier op met gastmuzikanten Tjeerd Bomhof van Voicst, Anne Soldaat van Do-The-Undo, Roos Rebergen van Roosbeef en Maurits Westerik van GEM. In het voorjaar van 2008 reisde Solo af naar San Francisco om te werken aan een nieuwe plaat. Een maand na de opnames besloot Gitsels Solo te verlaten. Deze plaat, Before we part verscheen in november 2008. 
Bij het verschijnen van Before we part schermde Flamman met plannen voor een album, dat al in de lente van 2009 had moeten uitkomen. Tot nog toe is dit album echter nog niet verschenen. In januari 2010 toerde Solo samen met Tududuh door Duitsland, waar ze onder andere in Hamburg en Berlijn speelden.
Michiel Flamman was inmiddels, naast Solo, een ander project begonnen onder de naam "A tunnel to Oslo". Hij werkt vanuit Berlijn. A tunnel to Oslo is, zoals Michiel Flamman zelf zegt: "de donkere, onderliggende kant van mij, die nu meer naar boven komt."
Een nieuw album New Men werd uitgebracht in 2025.
In mei 2025 werd bekend dat Flamman lijdt aan ongeneeslijke longkanker. Een laatste concert wordt gegeven op 2 oktober 2025 in Tivoli-Vredenburg.

## Discografie

### Albums
| Album met eventuele hitnotering(en) in de Nederlandse Album Top 100 | Datum van verschijnen | Datum van binnenkomst | Hoogste positie | Aantal weken | Opmerkingen        |
| ------------------------------------------------------------------- | --------------------- | --------------------- | --------------- | ------------ | ------------------ |
| Songs 'n sounds                                                     | 16-8-2004             | 25-09-2004            | 99              | 1            |                    |
| Solopeople                                                          | 30-1-2006             | 4-2-2006              | 34              | 8            |                    |
| Selection                                                           | 16-4-2007             |                       |                 |              | akoestische sessie |
| Before we part                                                      | 14-11-2008            |                       |                 |              |                    |
| This is Solo                                                        | 07-01-2011            |                       |                 |              | verzameld werk     |

### Singles
| Single met eventuele hitnotering(en) in de Nederlandse Top 40 | Datum van verschijnen | Datum van binnenkomst | Hoogste positie | Aantal weken | Opmerkingen |
| ------------------------------------------------------------- | --------------------- | --------------------- | --------------- | ------------ | ----------- |
| Right here                                                    | 4-4-2005              |                       |                 |              |             |
| Come back to me                                               | 13-2-2006             |                       |                 |              |             |
| Opportunities                                                 | 11-9-2006             |                       |                 |              |             |